# دوروثي ماكي لو
دوروثي ماكي لو (بالإنجليزية: Dorothy Mackie Low)‏ (15 يوليو 1916، إدنبرة في المملكة المتحدة - 8 نوفمبر 2002، هامبشير في المملكة المتحدة)؛ وكيلة أدبية وروائية بريطانية.